# Господарка (оповідання)
«Господа́рка» (англ. Hostess) — науково-фантастичне оповідання американського письменника Айзека Азімова, вперше опубліковане у травні 1951 року в журналі Galaxy Science Fiction. Увійшло в збірки «Прихід ночі та інші історії» (1969), «Сни робота» (1986).

## Сюжет
Людство освоїло польоти в космос і налагодило зв'язки із чотирма іншими розумними расами. Ці раси мають між собою багато спільного, люди ж відрізняються від них багато у чому.
Харґ Толан — лікар з планети Хакон, відвідує Землю, щоб проводити свої дослідження в генетичному інституті Дженкінса.
Розі Смолет, дослідниця цього інституту, запрошує Толана пожити у її будинку. Її чоловік Дрейк, за якого вона рік тому вийшла заміж, спочатку був проти появи гостя, але за вечерею починає детально розпитувати Толана про залежність його дихальної системи від споживання ціаніду.
Під час розмови Толан розповідає, що вивчає хворобу «смерть від пригнічення», а також відкриває декілька якостей, які роблять людей особливими серед інших рас:
- люди їдять м'ясо;
- мають потребу у сні;
- не мають телепатичних здібностей;
- перестають рости, старіють та помирають;
- у людей нема хвороби «смерть від пригнічення».

Всі інші раси володіють телепатією, живуть століттями і помирають за власним бажанням. Хоча останнім часом вони почали заражатись хворобою, яка зупиняє ріст і швидко призводить до смерті. Толан зауважує, що хвороба найбільше поширена на планетах близьких до Землі, тому він намагається знайти її причину тут.
Дізнавшись, що Дрейк — полісмен, Толан просить показати йому відділ зниклих осіб, оскільки у телепатів відсутня можливість загубитися.
Увечері Дрейк повідомляє Розі, що він — член Комітету безпеки Землі, а Толан є шпигуном і навмисно хотів зустрітися з ним.
Наступного дня, заінтригована Розі починає власне розслідування: чим же насправді займаються Дрейк та Толан. Спочатку вона припускає, що Земля розробляє біологічну зброю проти чужинців, але це малоймовірно, оскільки їх фізіологія мало вивчена.
Згадуючи вчорашній вечір, їй видається дивним тільки переляк Дрейка після чемного зауваження Толана, що Розі є чудовою господаркою.
Розі ділиться своїми результатами із Дрейком і зауважує, що він поводиться дивно. Дрейка ж цікавить, чи вже розгадав Толан спосіб поширення хвороби. Забравши в нього балон ціаніду, він вимушує того розповісти про свою місію.
Толан дізнався про причину хвороби, попорпавшись у мізках землян, а оскільки така вівісекція мозку є недопустимою у їх суспільстві, то результатів він не оголошував. Це паразит, що мільйони років живе у мозках вищих тварин на Землі. Він пригнічує телепатію і ріст, але через набутий частковий імунітет, люди і тварини живуть ще декілька десятків років. Паразит контролює мозок під час сну. Для свого поширення він пробуджує, зокрема у чоловіків, тягу до подорожей. Організми чужинців є для паразита ласою поживою, але він ще не уміє в них розмножуватись, оскільки для цього потрібен майже рік часу.
Дрейк одразу ж убиває Толана і пояснює Розі, що не допустить поширення цієї теорії, бо вона призведе до війни чужинців проти людей. Розі викриває Дрейка в тому, що він ще до розмови знав про причину хвороби. Дрейк визнає і пояснює, що тепер відмовитись від неї неможливо, оскільки без неї відбувається надто бурхливий ріст клітин, тобто, рак.
Дрейк забирає тіло Толана і каже Розі, що не повернеться.
Розі знає, що Дрейк збрехав, оскільки на рак можуть хворіти риби та рослини, які, так як і чужинці, ростуть усе своє життя. Вона припускає, що розумовим паразитам для розмноження потрібен емоційний зв'язок їх господарів, і починає розуміти, куди подався Дрейк і навіщо він з нею одружувався.